# Abrojo (arma)

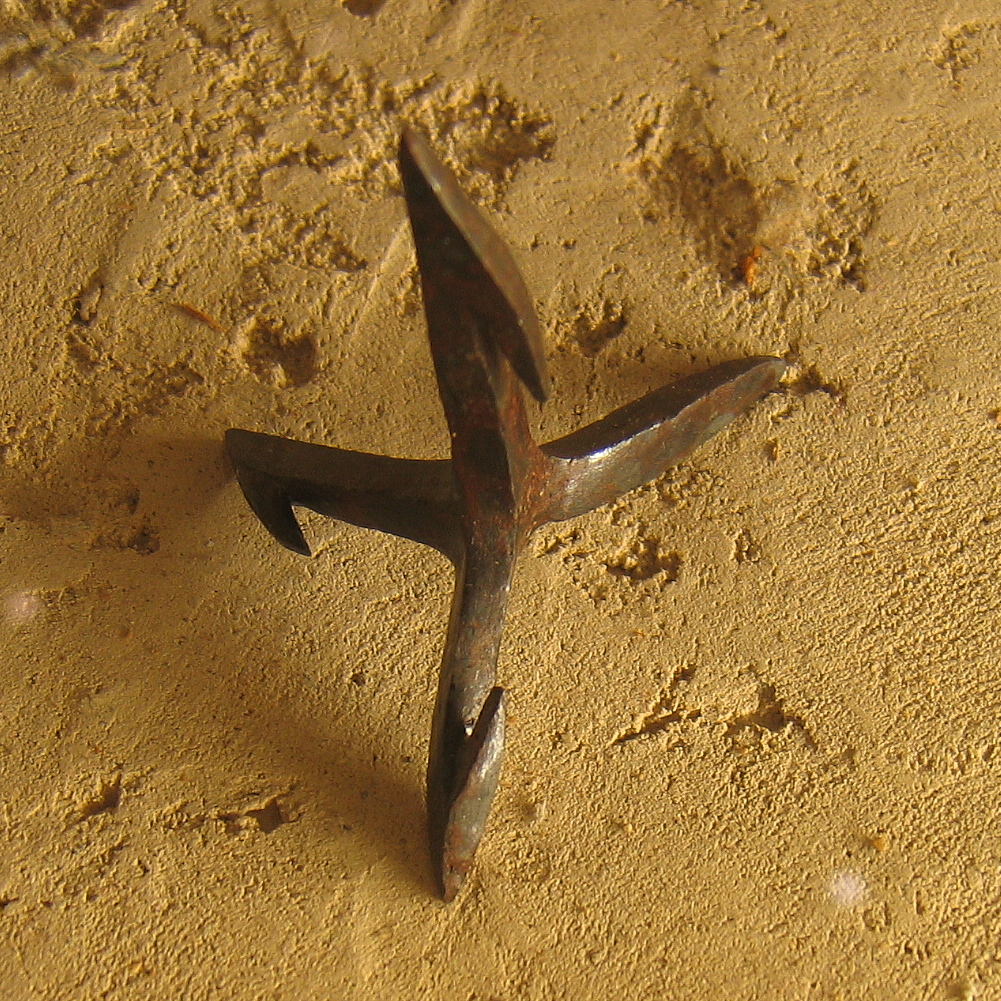
Abrojo romano (Westfälisches Museum für Archäologie, Herne, Alemania).

Un abrojo (de abre y ojo) o miguelito en Hispanoamérica, es un arma simple formada por cuatro o más púas metálicas afiladas de unos pocos centímetros de largo, dispuestas en forma de tetraedro, de tal manera que al dejarla caer al suelo, una de las púas siempre apunta hacia arriba, mientras las otras forman la base. Se esparcen sobre el terreno, habitualmente en gran cantidad.

## Objetivo
En su origen se usó para obstruir el avance de tropas con caballos, camellos, elefantes de guerra, carruajes o soldados de a pie. Ya en tiempos modernos, se han usado en contra de los vehículos de fuerzas de seguridad pública entre otros, para penetrar y desinflar los neumáticos para detener su avance. También se usa para obligar a los pasajeros a bajar del vehículo para apresarlos, asaltarlos o incluso asesinarlos.

## Antecedentes
Comparte su forma y su nombre con el abrojo Tribulus terrestris (Zygophyllaceae), cuyas púas afiladas pueden causar heridas.
También se le puede comparar con las plantas de la especie calcitrapa, cuyas cabezuelas florales son espinosas; en particular a la Centaurea calcitrapa, cuyo nombre latino medieval, calcitrappa, significa 'trampa para pies' (cf. infra).

## Origen y uso
Los antiguos romanos lo llamaron tribulus, por la planta Tribulus terrestris de la misma forma y también murex ferreus que significa 'hierro puntiagudo'. 
Los abrojos de hierro fueron usados en el año 348 a. C. en la batalla de Gaugamela, según Quinto Curcio Rufo. 

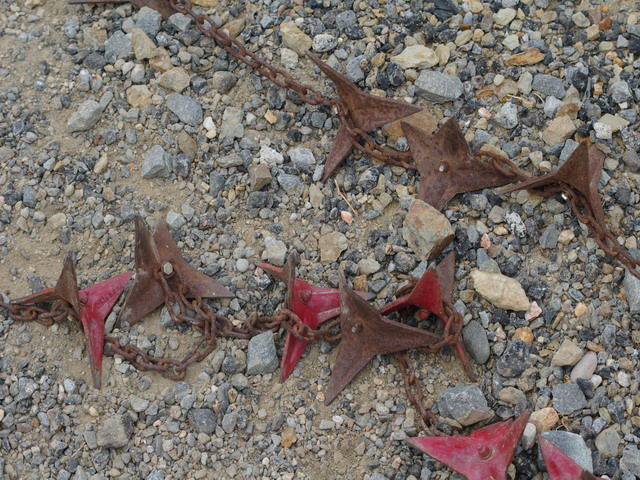
Abrojos modernos encadenados en un control policial.

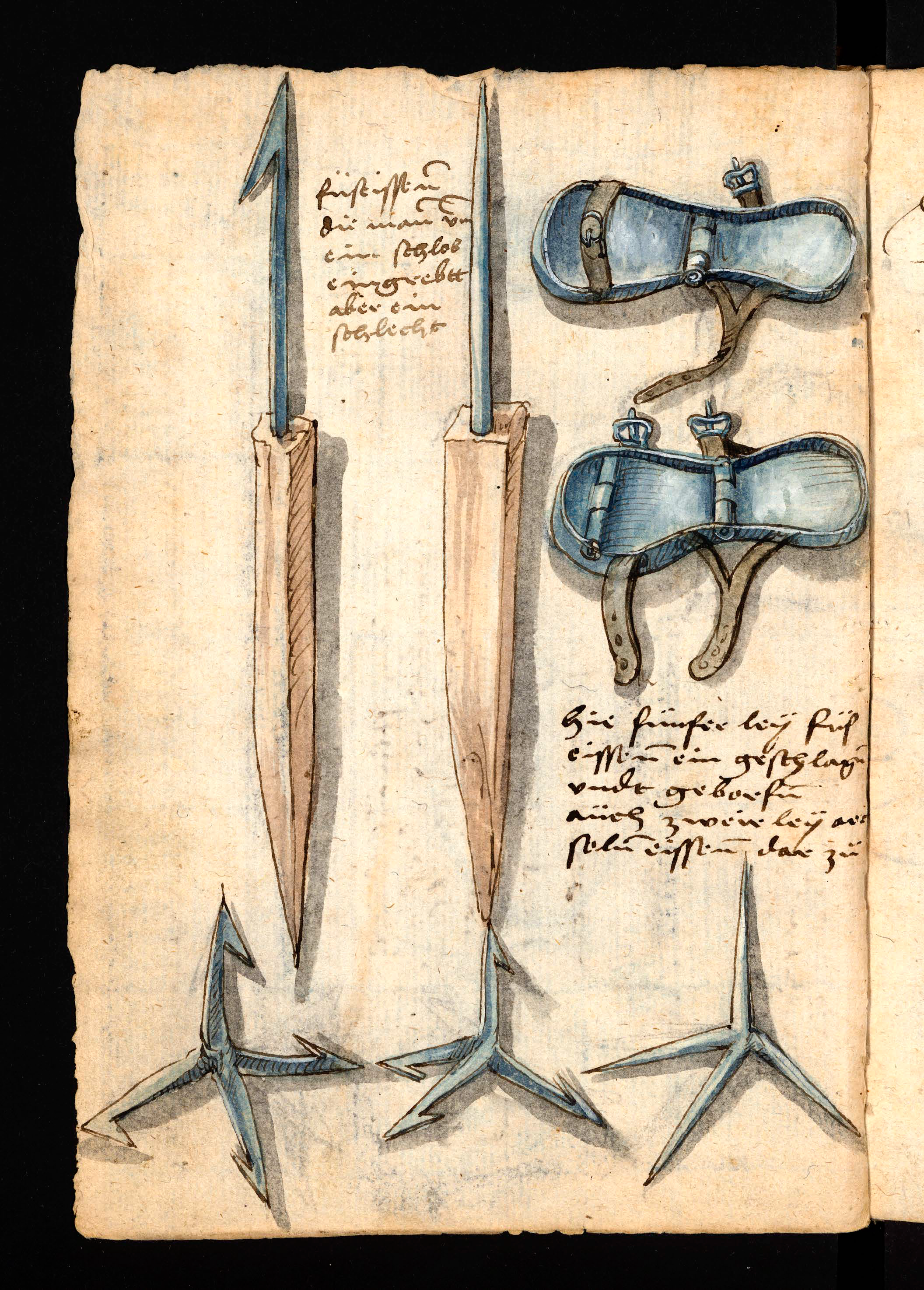
Diferentes tipos de calzadores y suelas metálicas que pueden abrocharse por debajo como contramedida del Codex Löffelholz, Núremberg 1505

El historiador militar romano Flavio Vegecio Renato, refiriéndose a los carros de guerra en su obra De re militari, escribió:

Los carros armados usados en la guerra por Antíoco y Mitridates aterrorizaron a los romanos al principio, pero luego hicieron burla de ellos. Como un carro de este tipo no siempre encuentra terreno llano, el mínimo obstáculo lo detiene. Y si uno de los caballos resulta muerto o herido, cae en manos del enemigo. Los soldados romanos los inutilizaron con la siguiente estratagema: en el momento en que el combate comenzó, esparcieron abrojos por el campo de batalla, y los caballos que tiraban de los carros, corriendo a gran velocidad sobre ellos, fueron infaliblemente heridos. Un abrojo es un artefacto compuesto por cuatro pinchos unidos de tal forma que de cualquier manera que se lance al suelo, descansa sobre tres y presenta el cuarto hacia arriba.
Epitoma rei militaris, III, 24

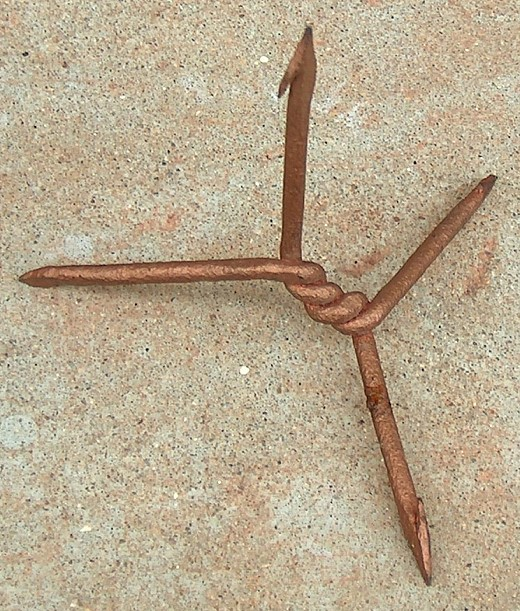
Abrojo utilizado en la guerra de Vietnam.

Los escoceses usaron estos artilugios con éxito contra los ingleses en la batalla de Bannockburn en 1314 para detener a los jinetes. El clan Drummond esparció abrojos, deteniendo a la caballería inglesa en una batalla que dejó más de 4.000 soldados ingleses muertos y Eduardo II tuvo que retirarse. El uso de esta arma contribuyó decisivamente a la victoria escocesa. También fueron usados en la guerra de Vietnam, en ocasiones con las puntas untadas de veneno o excrementos para provocar la infección de las heridas.
Modernamente se han utilizado en huelgas y conflictos laborales contra las ruedas de los vehículos.
En algunos lugares, como el estado de Illinois, en Estados Unidos, la tenencia de estos artilugios está considerada una falta.
Los disciplinantes en Semana Santa ponen a veces en el extremo de los azotes con los que se autoflagelan terminaciones metálicas en forma de abrojos (también llamadas tríbulos), para así agravar el daño de las heridas producidas.

## Otras denominaciones

### Hispanoamérica
En países como Chile, Venezuela, Uruguay, Argentina, Paraguay y otros países latinoamericanos se conoce al abrojo como «miguelito», por el diminutivo del nombre de Miguel Enríquez.
La pieza es robusta y de puntas afiladas y su forma varía dependiendo de su elaboración. Puede asemejar tres aristas de un cubo, ya sea de vértice común o con dos vértices aledaños. Su tamaño varía de 4 a 10 cm. Su forma implica que el miguelito siempre queda con una punta hacia arriba, rompiendo de esta manera el neumático del vehículo que lo arrolle.

### Asia
En Japón a los abrojos se les conoce como makibishi o tetsubishi, siendo parte de las armas usadas por ninjas.
Podían ser fabricados en hierro o podían ser también semillas secas de abrojo de agua. Eran muy eficaces en el daño cuando se producían persecuciones en el interior de edificios, dado a la costumbre japonesa de no llevar calzado dentro de estos.